# الحركة الشعبية المتحدة (كولومبيا)
الحركة الشعبية المتحدة (بالإسبانية: Movimiento Popular Unido)هي حزب سياسي ليبرالي في كولومبيا. في الانتخابات التشريعية التي أجريت في 10 مارس 2002، فاز الحزب كواحد من العديد من الأحزاب الصغيرة بالتمثيل البرلماني. في الانتخابات التشريعية المتزامنة لعام 2006، فاز الحزب بنائبين من أصل 166 ولم يكن هناك أعضاء في مجلس الشيوخ.